# Charles Churchill
Pour les articles homonymes, voir Churchill.
Charles Churchill (février 1732, Vine Street, Westminster, Londres – 4 novembre 1764, Boulogne), est un poète satirique anglais.

## Biographie
Il est le fils de Charles Churchill († 1758), un ministre anglican, qu'il remplace dans une des paroisses de Londres, et d'Anne († 1768), qui est peut-être écossaise.
Ses principaux poèmes sont : 
- La Rosciade, contre les comédiens de son temps ;
- Le Revenant ;
- La Prophétie de famine, contre les Écossais ;
- L'Auteur ;
- L'Épître à Hogarth, satire sanglante contre cet artiste.

On a publié en 1804 ses œuvres en 2 volumes in-8, avec notes.